# Cidaris
Cidaris es un género de erizos de mar.

## Especies
Según el World Register of Marine Species (WoRMS), el género Cidaris contiene las siguientes especies
- Cidaris abyssicola (Un. Agassiz, 1869)
- Cidaris annulata (Gris)
- Cidaris baculosa (Lamarck)
- Cidaris blakei (Un. Agassiz, 1878)
- Cidaris canaliculata
- Cidaris cidaris (Linneo, 1758)
- Cidaris rugosa (H. L. Clark, 1907)
- Cidaris thouarsii (Val.)